# Shambhala (PortAventura Park)
Expedición al Himalaya
Vous lisez un « bon article » labellisé en 2012.
Pour les articles homonymes, voir Shambhala.
Shambhala est un parcours de montagnes russes en métal du parc PortAventura Park, situé à Salou, en Catalogne, en Espagne. Ce sont des hyper montagnes russes conçues et développées par le constructeur suisse Bolliger & Mabillard. Shambhala détenait trois records d'Europe. Elles ont été les hyper montagnes russes les plus hautes d'Europe avec 76 mètres, ayant la descente la plus haute avec 78 mètres et ayant la plus grande vitesse avec 134 km/h. Ces trois records étaient auparavant détenus par l'attraction du même type Silver Star, située dans le parc allemand Europa-Park. En 2017, Shambhala est détrônée par Red Force, un circuit de montagnes russes situé dans le parc voisin Ferrari Land.
Après plus de neuf mois de travaux, Shambhala est inaugurée le 12 mai 2012 en présence d'Artur Mas, président de la Generalitat de Catalogne. Son thème est une expédition dans le royaume de la mythologie bouddhiste Shambhala, situé dans les montagnes inaccessibles de l'Himalaya. L'attraction est construite dans une nouvelle zone du quartier chinois décorée avec des temples, un village de montagnes et des sommets enneigés. Elle est située à côté des montagnes russes Dragon Khan, dont elle croise le parcours à quatre reprises.
Le parcours de Shambhala, conçu pour procurer des sensations d'airtime, dure trois minutes et a une longueur de 1 564 mètres. Il est caractérisé par six bosses, une double hélice et un passage par un tunnel et par un lac. C'est l'une des attractions offrant le plus de sensations fortes à PortAventura Park.

## Historique
Shambhala est annoncé en octobre 2011. Les premières pièces arrivent au parc en novembre 2011 et le nom de l'attraction est confirmé et son logo est dévoilé le 18 janvier 2012. Le 2 février, la construction du lift hill est achevée et, quinze jours plus tard, la première descente est construite. Le 30 mars, le montage est terminé et les trains sont dans la gare. Le premier test est effectué le 17 avril : à l'aide d'une grue, les techniciens font circuler lentement le premier train. Les bâtiments et la thématique sont alors en construction. La date d'ouverture de Shambhala est annoncée le 26 avril.
L'inauguration a lieu le 12 mai 2012 après plus de neuf mois de travaux. Elle est présidée par Artur Mas, président de la Generalitat de Catalogne, avec Antoni Massanell, président de PortAventura, et Carlo Umberto Bonomi, conseiller du parc. Après une présentation du projet, un spectacle de moines Shaolin est proposé. Artur Mas coupe ensuite le ruban inaugural et teste l'attraction. Ces montagnes russes d'un coût de 25 millions d'euros représentent le plus gros investissement de l'histoire de PortAventura depuis son ouverture en 1995. Luis Valencia, directeur du développement et principal responsable du projet Shambhala, explique que « Le projet Shambhala dépasse largement tout ce qui a été fait depuis les débuts de PortAventura. Notre objectif était d’offrir aux visiteurs de nouvelles sensations fortes en créant le sentiment de voler dans les airs d’où notre choix d’un hypercoaster. Nous avons ensuite sélectionné Bolliger & Mabillard car c’est à notre avis le meilleur constructeur pour ce type d’attraction et on a cherché surtout à procurer des airtimes, d’où un tracé composé essentiellement d’éléments procurant ce type de sensations ». Plusieurs célébrités espagnoles ont l'occasion de profiter de Shambhala avant l'ouverture au public.
Le 7 juin, Shambhala est fermé à cause d'un problème technique : une barre de métal est tombée du lift hill. La cause de ce problème n'est pas annoncée. L'attraction rouvre le 9 juin.

## Thème

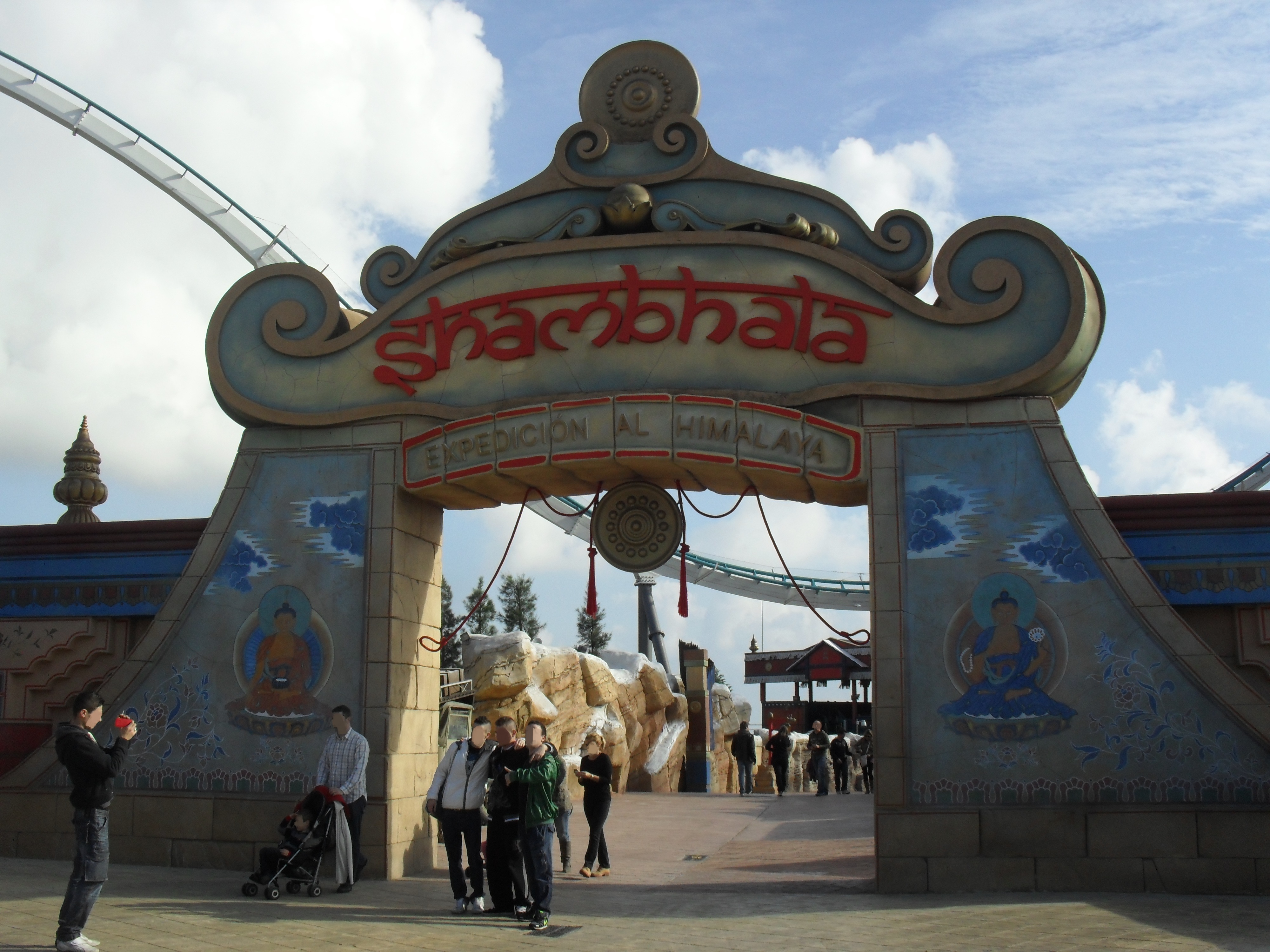
Entrée de la zone consacrée à Shambhala.

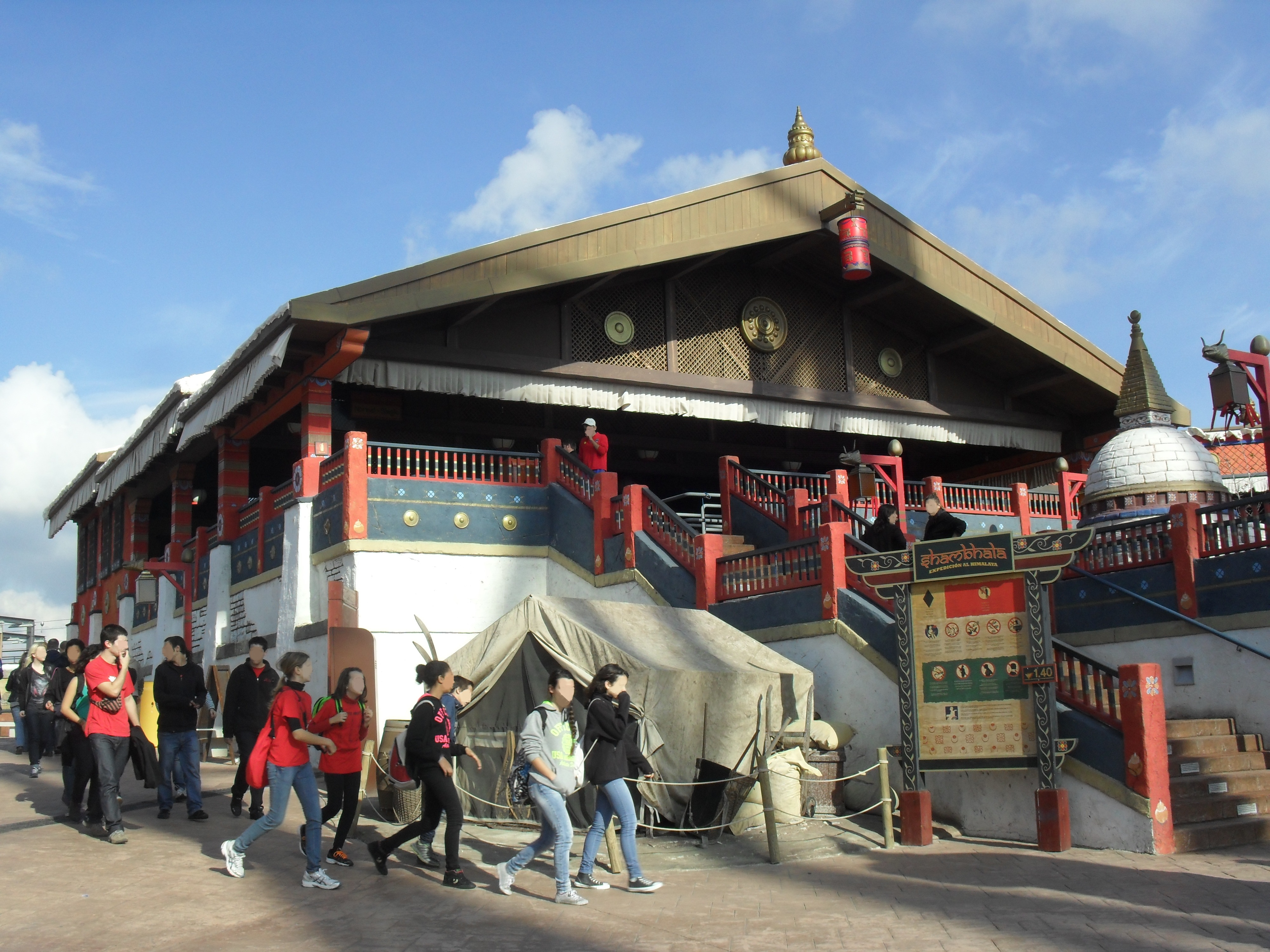
Bâtiment abritant la zone d'attente.

Le thème de l'attraction est la légende de Shambhala, un royaume de la mythologie bouddhiste. Pour l'équipe artistique de PortAventura, dirigée par Claudio Mazzoli, la hauteur de l'attraction évoquait l'altitude et les montagnes. Ils ont trouvé l'idée d'une expédition en Himalaya, mais ne voulaient pas traiter le sujet de manière classique, par exemple avec le Yéti. Ils voulaient quelque chose de plus imaginaire et ont décidé après des recherches de se baser sur la légende de Shambhala. Elle décrit le royaume comme « un lieu qui persiste à être un paradis inaccessible décrit comme le centre du bonheur et de la jeunesse éternelle ».
Une nouvelle zone thématique d'une surface de 14 000 m2 a été construite pour Shambhala à l'arrière de la zone chinoise du parc. Elle est située à côté de Dragon Khan, montagnes russes construites par Bolliger & Mabillard en 1995 comportant huit inversions. Les décors sont inspirés du royaume du Bhoutan, pays situé dans l'Himalaya entre l'Inde et la Chine. Ils sont composés d'un temple, d'un village de montagne, d'une statue géante de Bouddha et de rochers évoquant les montagnes enneigées.
La zone de l'attraction est conçue pour que les visiteurs puissent se promener autour du circuit, notamment près de la première descente et du lac. Selon Luis Valencia, « Shambhala n’est pas qu’une attraction, c’est une nouvelle ambiance immersive pour nos visiteurs. Il y a le design du circuit, les décors, la musique, la présence de Dragon Khan… et beaucoup de choses à voir pour celles et ceux qui restent à terre ! C’est très visuel et de ce point de vue, je pense que nous sommes les premiers à proposer un hypercoaster aussi impressionnant avec une thématique si développée. On voulait quelque chose d’unique et je pense que c’est réussi ! »

## Caractéristiques
« La hauteur, la vitesse et les airtimes caractérisent les hyper montagnes russes. »

— Bolliger & Mabillard

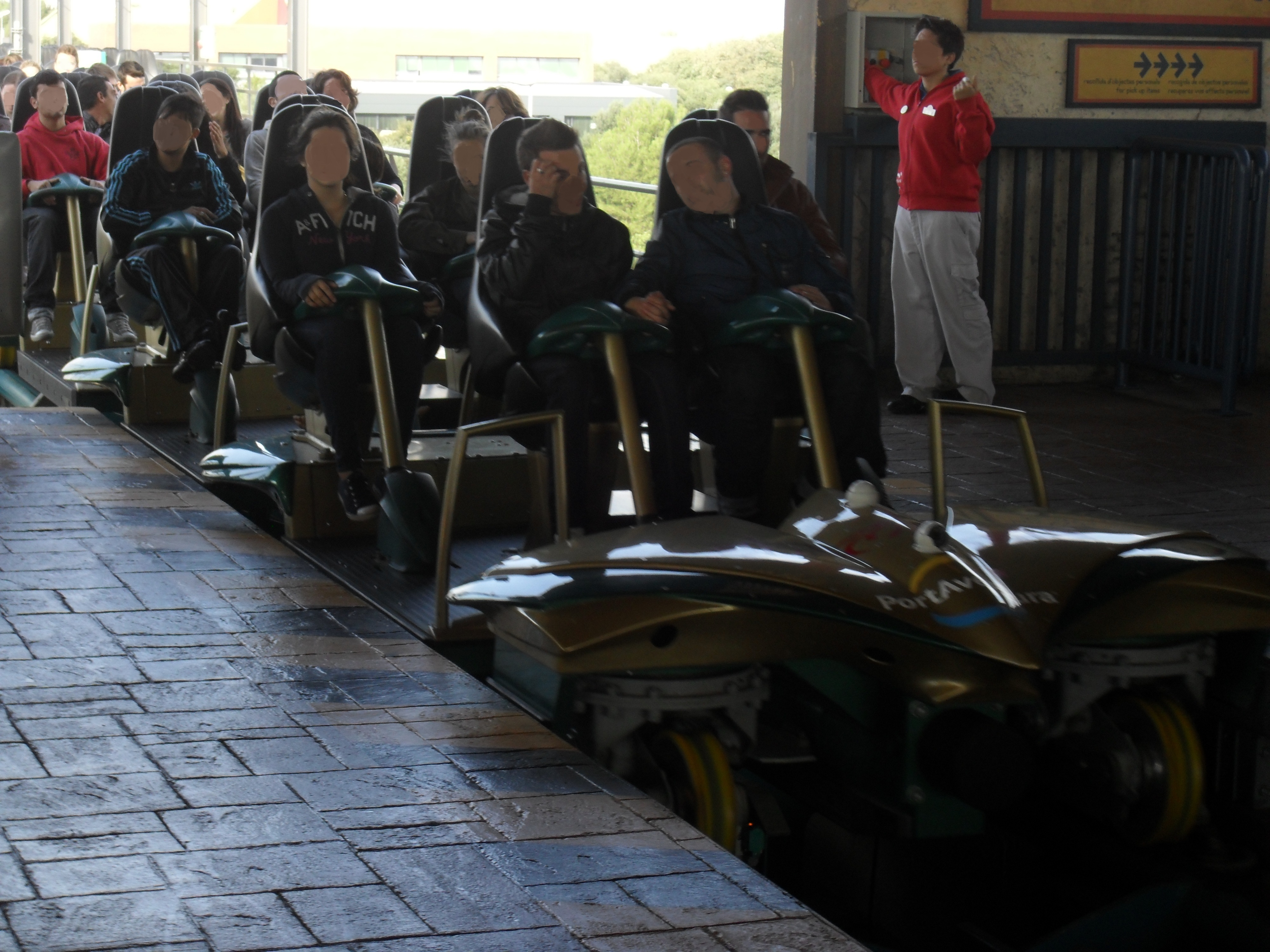
Un train dans la gare de l'attraction.

Shambhala est un parcours d'hyper montagnes russes construit par l'entreprise suisse Bolliger & Mabillard. Les concepteurs du projet ont surtout cherché à procurer des airtimes. Pour sa construction, 1 600 tonnes d'acier et 4 000 m3 de béton ont été utilisés. Les fondations atteignent une profondeur de 18 mètres. Les chaises volantes Fumanchú ont été enlevées pour laisser la place à l'entrée de la zone de Shambhala.
Shambhala détient trois records européens. Il obtient le record de hauteur avec 76 mètres en dépassant Silver Star, attraction située dans le parc allemand Europa Park qui détenait le record de hauteur depuis 2002 avec 73 mètres. Ce sont des montagnes russes du même constructeur et du même modèle,. Shambhala bat le record de la descente la plus haute avec 78 mètres ; le point le plus bas de la descente se trouve à deux mètres sous le niveau du départ de l’attraction. Silver Star le détenait également avec 67 mètres,. Le troisième record battu est celui de la vitesse sur des hyper montagnes russes, avec 134 km/h. Ce record était, lui aussi, détenu par Silver Star avec 127 km/h. Les montagnes russes lancées Furius Baco, également situées à PortAventura, conservent cependant le record européen de vitesse sur des montagnes russes avec 135 km/h. Cette vitesse est atteinte grâce à un catapultage, alors que celle de Shambhala est produite par la force d'inertie.
Les trois trains de Shambhala, composés de huit wagons de quatre places, peuvent accueillir 32 passagers chacun. Ils sont caractérisés par des sièges arrangés en « V » pour que chaque passager ait une vue dégagée. Chaque wagon a deux sièges centraux à l'avant et deux sièges sur les côtés à l'arrière. Cet arrangement est identique à ceux des trains de Behemoth à Canada's Wonderland, Diamondback à Kings Island et Intimidator à Carowinds, tous situés en Amérique du Nord. Chaque passager est attaché par une barre de sécurité individuelle.
Le circuit composé de rails en acier mesure 1 564 mètres de longueur et le lift hill culmine à 76 mètres de hauteur.

## Parcours

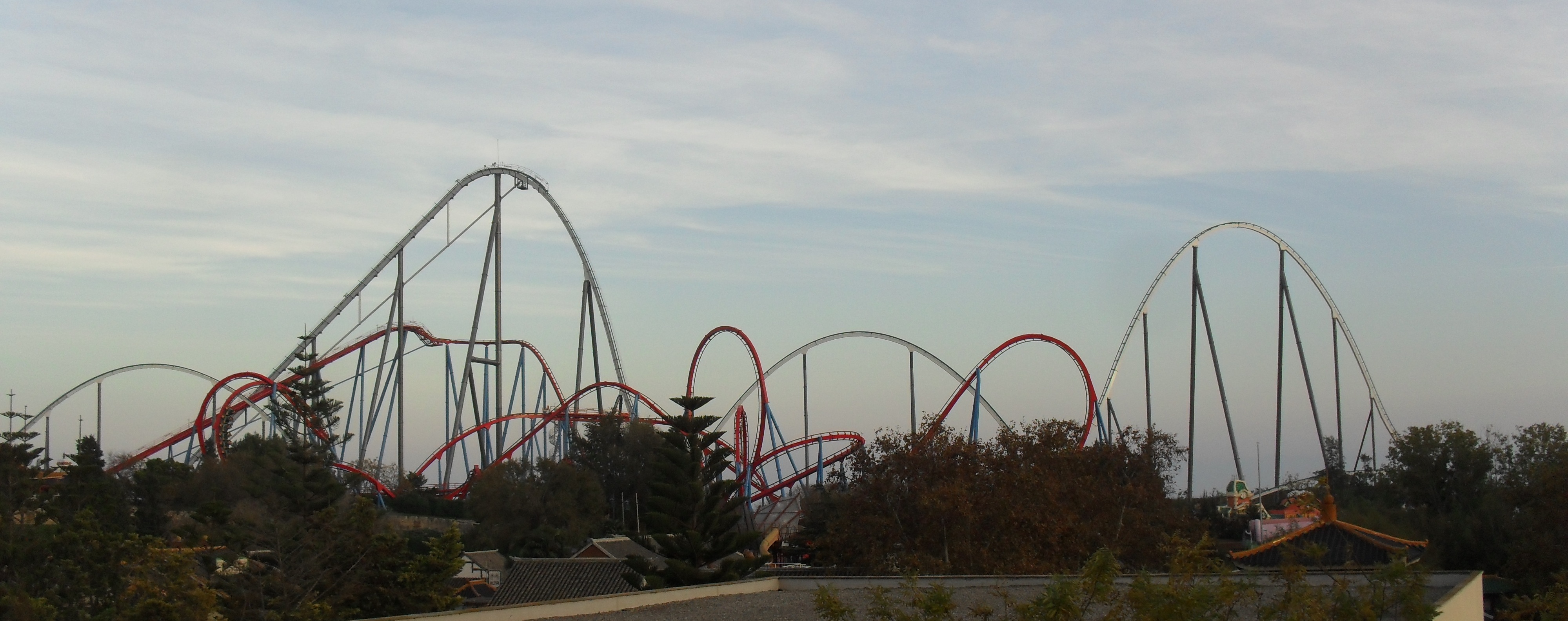
Vue de Shambhala et Dragon Khan.

Le parcours de Shambhala est de type aller & retour et dure trois minutes. Il est caractérisé par sa première descente durant laquelle les trains atteignent une vitesse de 134 km/h, cinq camelbacks produisant un effet d'airtime et dont le moins haut a une hauteur équivalente à celle d'un immeuble de sept étages, une double hélice et le passage par un tunnel et un lac. Il croise celui de Dragon Khan à quatre reprises.
Après avoir quitté la gare, le train effectue un quart de tour vers la droite et commence à gravir le lift hill à chaîne. Après une trentaine de secondes, la hauteur maximale de 76 mètres est atteinte. Le train entame alors la première descente, la plus haute de son parcours, inclinée à 86° au maximum et dans laquelle il atteint la vitesse de 134 km/h,.

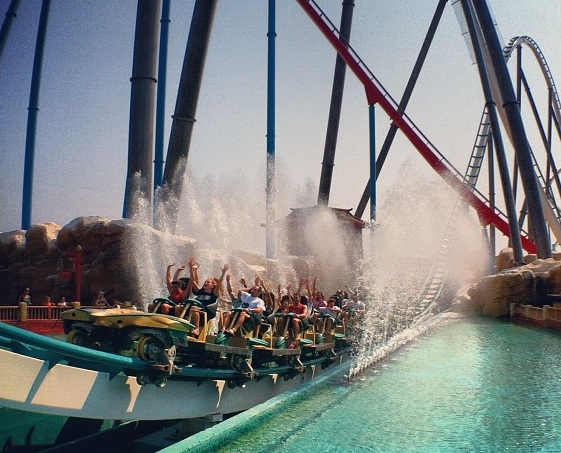
Un train traversant le lac.

En bas de la première descente, le train traverse un headchopper, tunnel donnant au passager l'impression qu'il va se cogner la tête. Il passe le premier camelback, puis arrive dans la double hélice, une spirale ascendante et une descendante, qui fait faire au train un demi-tour. Après cela, il y a une petite bosse et un nouveau camelback. Le train passe ensuite par un lac dans lequel des jets d'eau produisent un effet splash,.
Après deux nouveaux camelbacks, le train arrive dans la zone de freinage. Le parcours se termine par un virage à 180° et un camelback suivis des freins finaux et du retour en gare.

## Fonctionnement

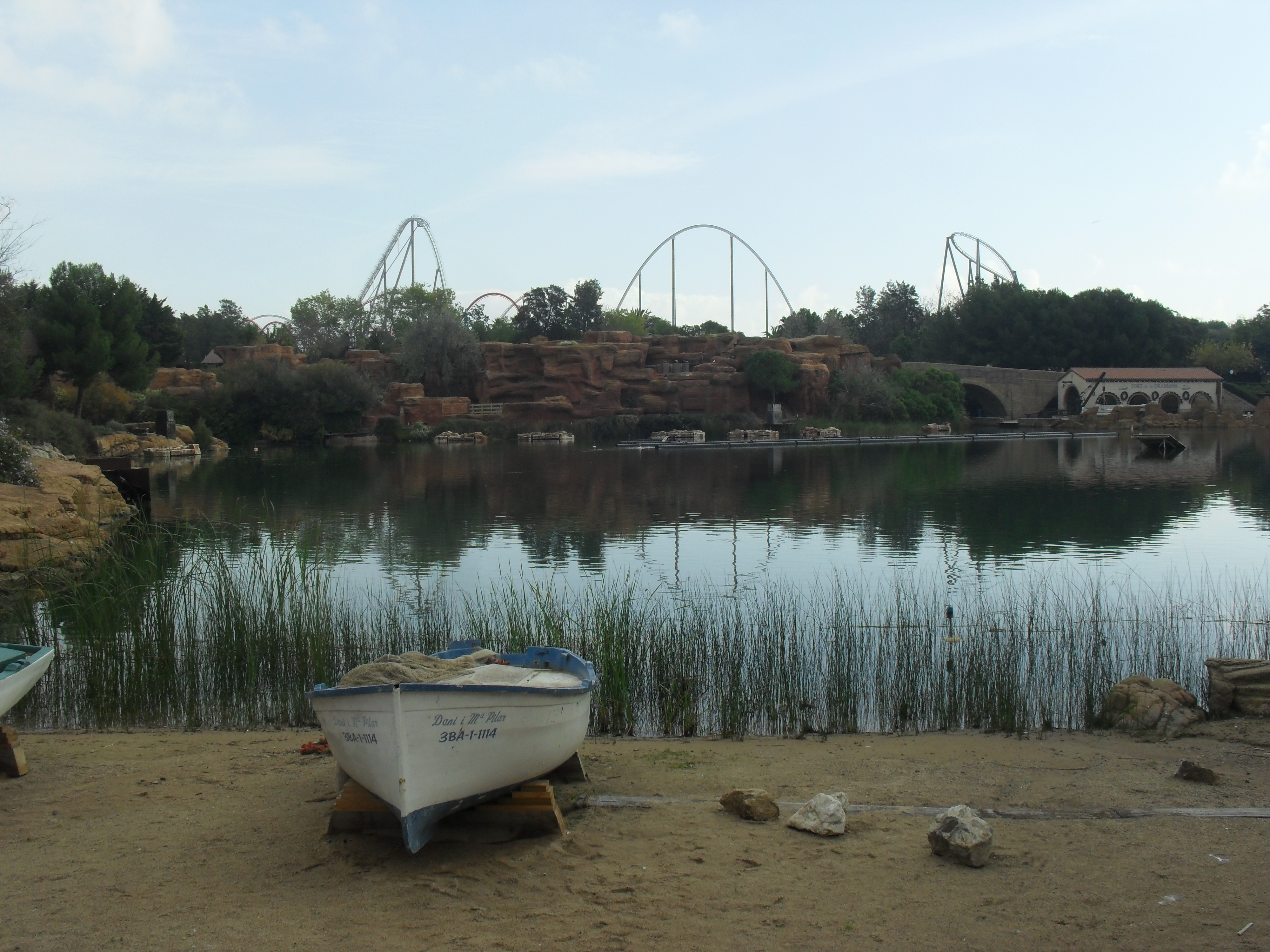
Shambhala vu de la zone méditerranéenne du parc.

Shambhala est indiqué comme « Attraction forte » sur le site du parc, ce qui en fait l'une des attractions offrant le plus de sensations fortes. Aucun âge minimum n'est requis pour l'emprunter, mais les passagers doivent mesurer au moins 1,4 mètre. L'accès est autorisé aux personnes handicapées.
Les visiteurs entrent d'abord dans le bâtiment accueillant la zone d'attente, décoré en temple. Ils peuvent choisir entre la file normale et la file pour les passagers seuls. Le service express de PortAventura est disponible sur Shambhala. C'est un service payant permettant aux passagers d'accéder à l'attraction sans faire la queue. Dans la zone d'embarquement, située dans un autre bâtiment, des casiers destinés à recevoir les objets pouvant être perdus durant le parcours sont à disposition du public. Des photos et vidéos du tour sont disponibles à la sortie de l'attraction.
Les trois trains, pouvant accueillir 32 passagers chacun, permettent un débit de 1 680 personnes par heure.

## Réception

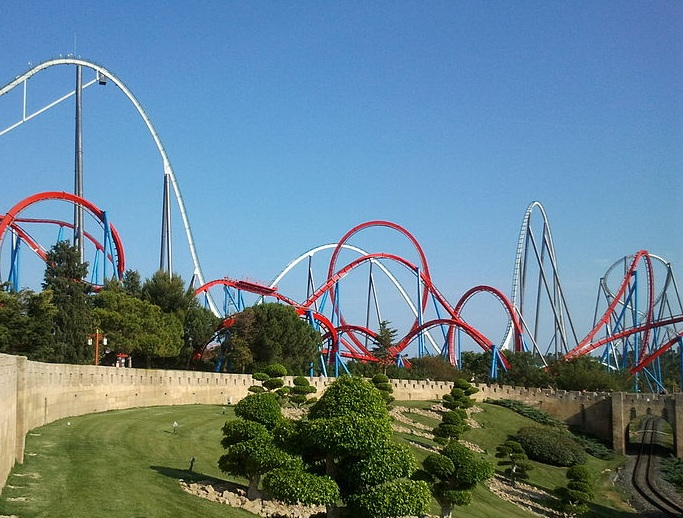
Image des attractions Shambala et Dragon Khan à PortAventura à Salou, Catalogne, Espagne

Shambhala est une des attractions les plus populaires de PortAventura. Quinze mille personnes la testent pendant le premier week-end d'ouverture. L'attraction est appréciée pour les éléments de son parcours et sa zone thématique. Visible à des kilomètres, elle est vue comme le nouveau symbole du parc,,,.
Lors de l'Euro Attractions Show, en octobre 2012, Shambhala reçoit le prix de « Meilleure attraction européenne 2012 » décerné par la revue Kirmes & Parks. En 2012, l'attraction figure au sixième rang du classement des meilleures montagnes russes en métal du monde du Mitch Hawker's Best Roller Coaster Poll, sondage réalisé auprès de fans de montagnes russes.